# Alfredo Fè d'Ostiani
Alfredo Fè d'Ostiani (Brescia, 26 marzo 1866 – Castagneto Po, 23 settembre 1943) è stato un generale italiano.

## Biografia
Era figlio del conte Andrea Fè d'Ostiani (1814-1866) e della contessa Paolina Bettoni (1834-1890) e fratello di Giovan Battista (1863 - 1929). Fu generale di cavalleria del Regno d'Italia; si distinse in battaglia e venne decorato con la croce di guerra. Ebbe incarichi militari in Italia ed all'estero, tra cui una missione in America.
Il 25 ottobre 1900 prese in moglia la nobile Amalia dei Baroni Casana dalla quale ebbe cinque figli: Teresa che andò in moglie a Luigi dei marchesi Corsi, nobile capitano di fregata, Andrea tenente di vascello, che sposò M. Luisa Narducci, Alfredo, che sposò Anna Bosio ed Alessandro, che sposò Amalia Pulcher.
Nel 1928 fu incaricato durante i festeggiamenti per il IV Centenario della nascita di Emanuele Filiberto in Torino dell'organizzazione del memorabile Carosello. Per i meriti ricevuti, in segno di benemerenza gli venne concesso che il titolo di conte (che era riservato al primogenito), venne per grazia di S. M. esteso anche ai suoi ultrogeniti con diritto di trasmissione.